# Borisav Pisić
Borisav Pisić, cyr. Борисав Писић (ur. 31 stycznia 1949 w Zvorniku, zm. 21 kwietnia 2015 w Belgradzie) – serbski lekkoatleta reprezentujący Jugosławię. Absolwent Uniwersytetu w Belgradzie.

## Kariera sportowa
Karierę rozpoczął w 1966 roku. Do 1971 roku reprezentował Olimpiję Lublana, a od 1978 był zawodnikiem Crvenej zvezdy Belgrad. W 1975 zdobył złoty medal igrzysk śródziemnomorskich w biegu na 110 m przez płotki z czasem 14,29 s, a także brązowy uniwersjady z czasem 14,28 s. W 1978 wystartował na halowych mistrzostwach Europy, na których odpadł w półfinale biegu na 60 m przez płotki oraz na mistrzostwach Europy na stadionie, na których odpadł w półfinale biegu na 110 m ppł. W 1979 został złotym medalistą igrzysk śródziemnomorskich w biegu na 110 m ppł z czasem 13,85 s, a także wystartował na halowych mistrzostwach Europy, na których odpadł w półfinale biegu na 60 m ppł. W 1980 wystąpił na igrzyskach olimpijskich, na których wystartował w biegu na 110 m ppł i odpadł w półfinale, zajmując 7. miejsce w swoim biegu z czasem 14,16 s.
W czasie kariery wywalczył 6 medali mistrzostw Bałkanów, w tym 3 złote (1975, 1978, 1979), 1 srebrny i 2 brązowe. Czternastokrotnie ustanawiał rekord Jugosławii; jego wynik 13,85 s na 110 m ppł z 1979 roku przetrwał 18 lat. Dziesięciokrotny mistrz Jugosławii na 110 m ppł (1972–1976, 1978–1981, 1983) i czterokrotny na 100 m (1972, 1974–1976), a także wicemistrz na 110 m ppł z 1977, 1982 i 1984.

## Dalsze losy
Po zakończeniu kariery był trenerem Crvenej zvezdy, a także członkiem zarządu tego klubu. Pełnił także różne funkcje w federacjach lekkoatletycznych Jugosławii i Serbii. Był również sędzią lekkoatletycznym, najczęściej starterem. Zmarł 21 kwietnia 2015 w Belgradzie po krótkiej chorobie. Pochowany został 4 dni później na nowym cmentarzu w stolicy Serbii.